# Suzy Wandas
Suzy Wandas (Brussel, 5 maart, 1896 - Detroit 12 juli, 1986), ook bekend als Suzy Wandas Bennett en geboren als Jeanne Van Dyk was een Belgische goochelaarster. Suzy Wandas werd in 1896 geboren als kermismeisje in een foorwagen en zou uitgroeien tot een internationale goochelster, waarbij zij voornamelijk werd geroemd om haar manipulatievaardigheden met haar handen.

## Biografie
Suzy Wandas groeide op in een gezin van goochelaars en maakte onderdeel uit van de familieact 'The Wandas'. Nadat haar vader was overleden en haar broer gewond was geraakt in de Eerste Wereldoorlog, trad Suzy op met haar moeder als 'The Wandas sisters'. Na het pensioen van haar moeder in 1936 ging ze verder als solo act en trad op door heel Europa en later ook in de Verenigde Staten. Tijdens haar optredens leerde ze haar latere man Zina Bennett kennen waarmee zij ook enkele optredens heeft gedaan. Het huwelijk met Bennett was de reden om naar de VS te verhuizen in 1959.
Op latere leeftijd kreeg Suzy erkenning voor haar werk doordat zij in 1975 werd opgenomen in de Hall of Fame van de Society of American Magicians en 1981 ontving zij de Performing Fellowship van de Academy of Magical Arts.

## Film
- Suzy Wandas: The Lady with the Fairy Fingers, DVD 1995